# Джон Барбур
Джон Барбур (також Джон Барбер, англ. John Barbour), близько 1320 — 13 березня 1395) — найдавніший поет Шотландії.

## Біографія
Джон Барбур народився близько 1320 року. Дату його народження вирахувано з запису 1375 року, де говориться, що йому 55 років. Місце його народження також невідоме, можливими місцями вважаються сучасні Аберденшир і Галловей. Перший письмовий запис про Барбура відноситься до 1356 року, коли він був призначений архидияконом у Абердині.
Точних відомостей про молоді роки Барбура мало що відомо. Є підстави припускати, що він навчався у Оксфорді і Парижі. Барбур мав прихильність короля.
За шотландського короля Роберта II перебував на різноманітних посадах, зокрема у королівській скарбниці. 1372 року Барбур був ревізором палати шахівниці.
Близько 1375 року, він написав поему «Брюс», присвячену Роберту I Брюсу, визволителю Шотландії від англійського володарювання (1306—1326). За поему Барбур отримав винагороду у 10 шотландських фунтів.